# Ingvar den vidfarne
Ingvar den vidfarne var en svensk høvding som ledte et mislykket hærtog, det såkaldte "Ingvarstogt", mod Sortehavets kyster i 1036–1042. Ingvar var antagelig fra Svitjod og muligvis også i familie med den svenske kongeslægt. Færden var muligvis støttet af den svenske konge, enten kong Anund Jakob eller hans bror og efterfølger Emund den gamle. Ingvar den vidfarne fik sin egen saga, den svenske Yngvar den vidfarnes saga (Yngvars saga víðförla), hvor de fleste af oplysningerne om Ingvar findes, men de er også bevidnet af talrige runesten.

## Slægt
Tola var mor til Harald og Ingvar og gift med Eymund. Ingvars farmor kan have været søster til kong Olof Skötkonung, og det er muligt, at han nedstammede fra en betydelig slægt i området omkring Uppsala. Muligvis ønskede Ingvar at åbne nye handelsveje mod øst for at vinde ære.

## Færden mod øst
Ingvar udrustede omkring 30 skibe og drog til kong Jaroslav 1. af Novgorod. Jaroslav var gift med Ingegjerd Olofsdatter, som var søster til Anund Jakob. Derfor kan svenskekongen have bidraget til hærtogtet.
Jaroslav erobrede den vigtige by Kiev i dagens Ukraine fra sin bror Sviatopolk i 1019. Erobringen blev støttet af væringene. I henhold til Ingvars saga var væringerne ledet af hans far Eymund. Senere fik Yaroslav problemer med nomadisk stamme, som blev kaldt pechenegerne. Hæren blev i Kiev nogle år og kæmpede mod pechenegerne før den med omkring 500 mandi 1042 fortsatte sydpå mod Serkland, det vil sige arabernes land. Ingvars hensigt var at følge kysten fra Sortehavet til han nåede floden Rioni. Ved at ro mod strømmen og siden slæbe skipene over de transkaukasiske bjerge og derefter søsætte skibene på floden Kura skulle han efter nogle uger nå det Kaspiske Hav og således komme til de rige saraceneres land, kalifatet af Bagdad ved det Kaspiske Hav.
I begyndelsen havde Ingvartogtet en vis fremgang. De hærgede og plyndrede kysten omkring det Kaspiske Hav og vandt guld, sølv, våben og andre kostbarheder til hjemfærden. Den synes at have indeholdt flere strabadser og mere modgang. De besværlige, fugtige og sumpagtige områder omkring floden Rionis nedre forløb gav mændene sygdomme, muligvis dysenteri. Mange døde, også Ingvar selv.
Hvor mange, som døde eller overlevede, vides ikke, men kun et fåtal syntes at komme tilbage til Sverige. I Uppland, Södermanland, Östergötland og Västmanland findes det talrige runesten til minde om dem som forsvandt i Ingvarstogtet. Blandt dem er Gunnleiv fra Vi nogle mil vest for dagens Stockholm:
Andvettr ok kiti ok Karr ok Blesi ok DiarfR þæiR ræistu stæin þenna æftiR Gunnlæif, faður sinn. Hann fell austr með Ingvari. Guð hialpi andinni.
Oversat
Andvett og Karr og Gaute og Blese og Djerv rejste denne sten efter Gunnleiv, far sin. Han faldt i østerled med Ingvar. Gud hjælpe deres ånder.

## Eftermæle
Ingvar den vidfarne havde uheld med sit togt, og efterhånden uddøde handelen mod øst, men da havde den i løbet af 300 år bragt rigelige kostbarheder til Sverige. Det viser rige arkæologiske fund af bl.a. guld, sølv og mønter på bl.a. Gotland. Selv om Ingvars rejse var en vikingfærd med plyndring som mål, var der også fredelige handelsrejser, hvor bønder, fiskere og håndværkere udvekslede varer mellem øst og vest. I tiden mellem 900-tallet og 1100-tallet voksede de vigtigste handelsbyer op omkring Østersøen.